# Wonderin' Hands
『Wonderin' Hands』（ワンダリン・ハンズ）は4D-JAMの4枚目のシングル。

## 内容
中部日本放送製作・TBS系『モンスターファーム〜円盤石の秘密〜』後期エンディングテーマで、DJのE：mju在籍最後のシングル。

## 批評
CDジャーナルは「歌謡曲的な親しみやすさのあるメロディが、ソウル、R&B、ハウスといった音衣裳をポップにまとっている」と評した。

## 収録曲
全曲 作曲：シオジリケンジ、編曲：4D-JAM
1. Wonderin' Hands
作詞：ふるかわ魔法・シオジリケンジ
2. SPACE & TIME
作詞：シオジリケンジ
3. STRAWBERRY JAM 2000
作詞：ふるかわ魔法・シオジリケンジ

## 収録アルバム
- COME JAM SPACE (#1)

## レコーディング参加
- 水谷康久 - サックス(#2)